# (30566) Stokes
(30566) Stokes (2001 OO81) – planetoida z pasa głównego asteroid okrążająca Słońce w ciągu 3,67 lat w średniej odległości 2,38 j.a. Odkryta 29 lipca 2001 roku.